# Tamara Costache
Tamara Costache (23. srpnja 1970.) je bivša rumunjska plivačica.
Specijalistica za kratke staze bila je prva svjetska prvakinja u plivanju u utrci na 50 m slobodnim stilom.
Plivačku karijeru završila je 1988. godine.